# راشتوو
راشتوو (به آلمانی: Rastow) یک شهر در آلمان است که در لودویگسلوست-پارشیم واقع شده‌است. راشتوو ۲٬۰۰۰ نفر جمعیت دارد.